# Morris McHone
Morris Daniel McHone, (nacido en el año 1943 en Marion, Carolina del Norte) es un exentrenador de baloncesto estadounidense. 

## Trayectoria
Trabajó como asistente en San Antonio Spurs durante varios años bajo la tutela de Stan Albeck, reemplazándole en 1983, cuando Albeck se marchó a New Jersey Nets. Sin embargo, McHone solo dirigió al equipo durante 31 partidos, siendo destituido a mitad de temporada cuando el equipo contaba con un balance de 11-20. Fue sustituido por el entonces general mánager Bob Bass.
McHone fue posteriormente entrenador de varios equipos de la CBA y de la NBA Development League.